# Lobedanzgang

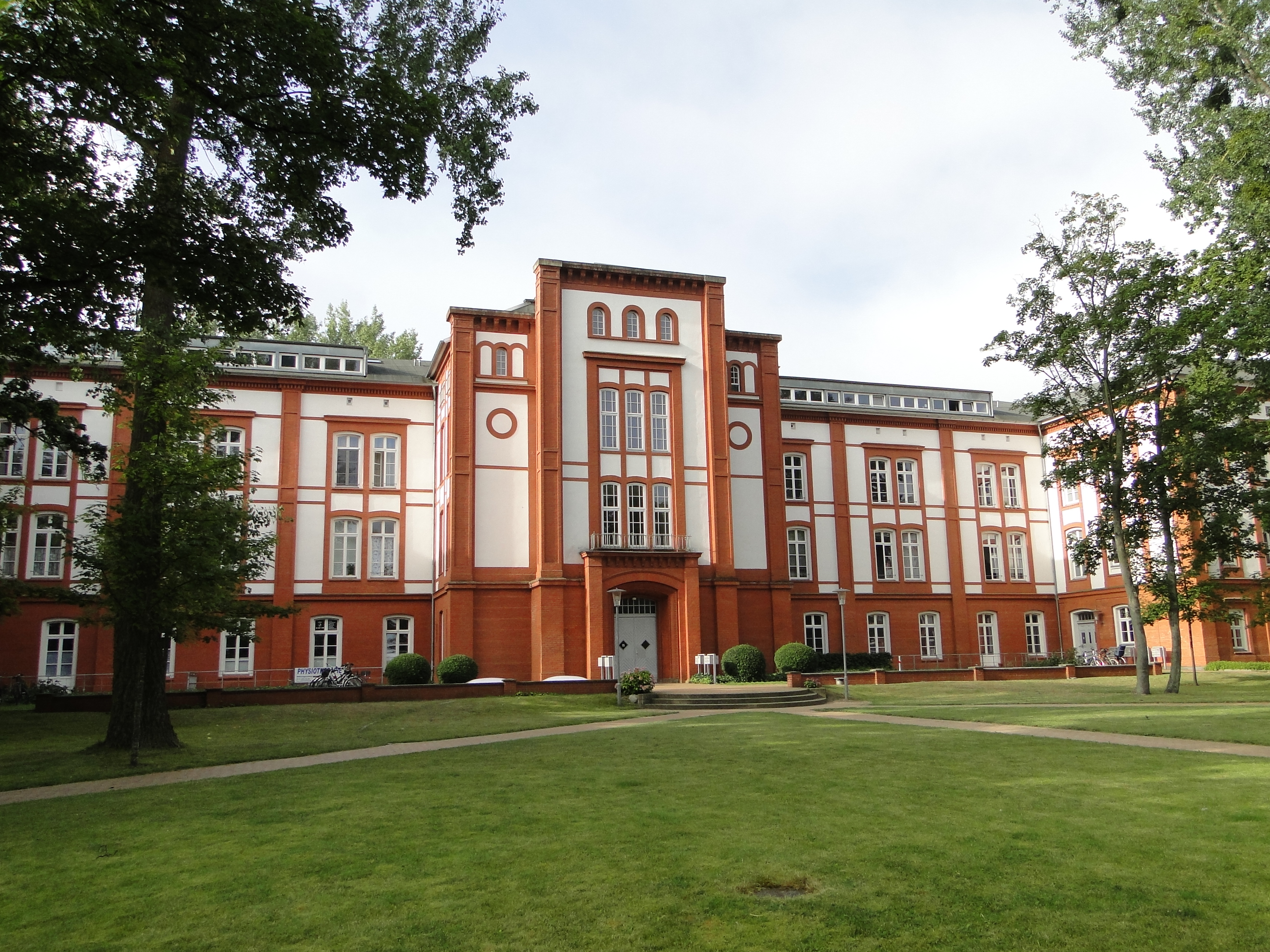
Nr. 11–19: Wohnanlage Lobedanzgang, ehem. Lazarett

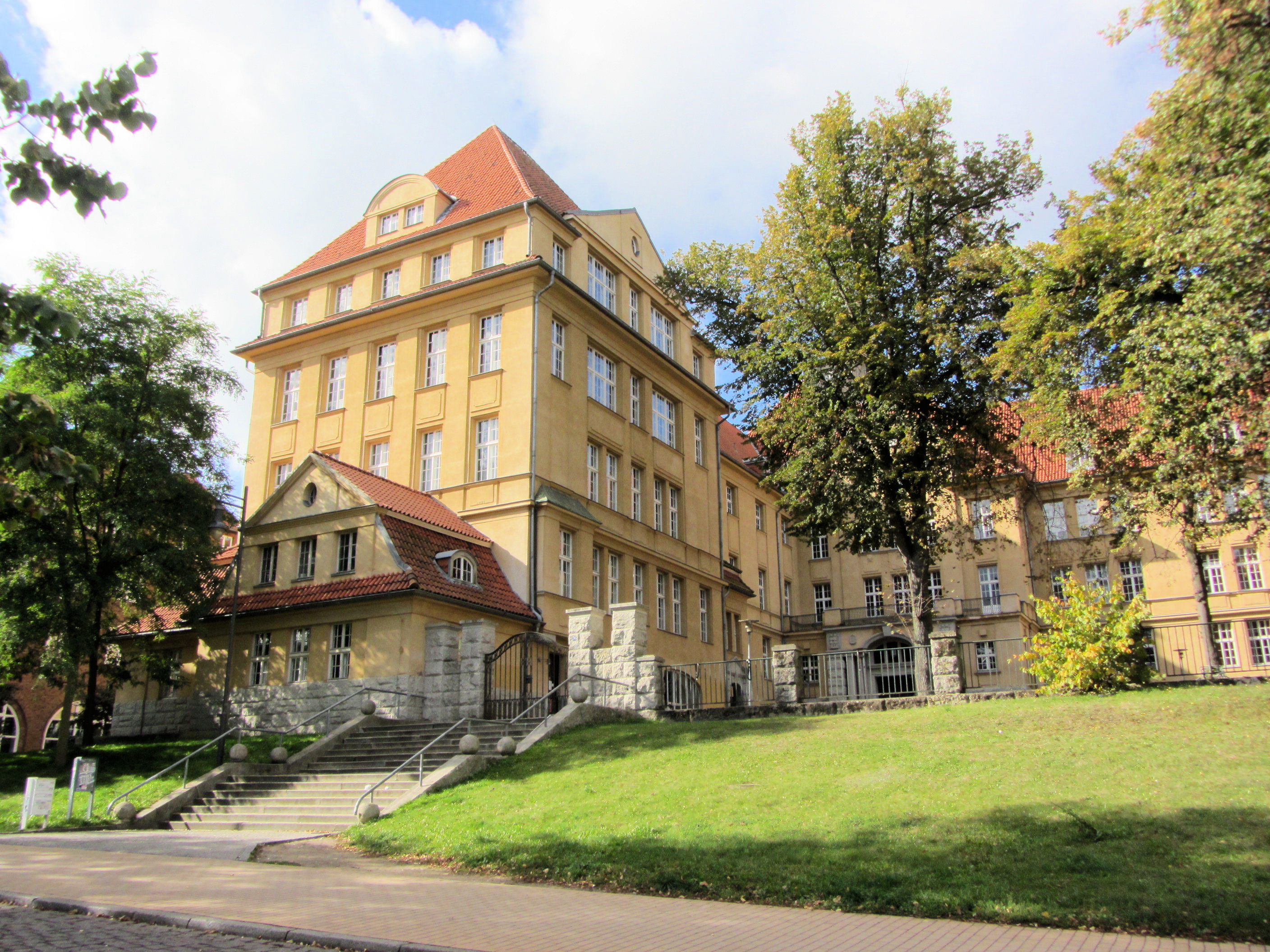
Fridericianum Schwerin

Der Lobedanzgang ist eine Straße in Schwerin, Stadtteil Feldstadt. Sie führt in Ost-West-Richtung und in einem Viereck von der Goethestraße zum Bahnhaltepunkt Schwerin Mitte und zur Von-Thünen-Straße. Im Bereich Goethestraße bis Bahnbrücke ist er ein Fußgänger- und Fahrradweg.

## Nebenstraßen
Die Neben- und Anschlussstraßen wurden benannt als Goethestraße nach dem Dichter (1749–1832), Reiferbahn nach der Reeperbahn der Reepschläger bzw. der Seilmacher, Wallstraße nach dem ehemaligen Grenzwall und Von-Thünen-Straße nach dem mecklenburgischen Wirtschaftswissenschaftler, Sozialreformer und Musterlandwirt Johann Heinrich von Thünen (1783–1850).

## Geschichte

### Name
Die Straße wurde benannt nach dem Kunstgärtner Carl Adolph Wilhelm Lobedanz (1812–1893), der hier im 19. Jahrhundert eine Gärtnerei besaß.

### Entwicklung

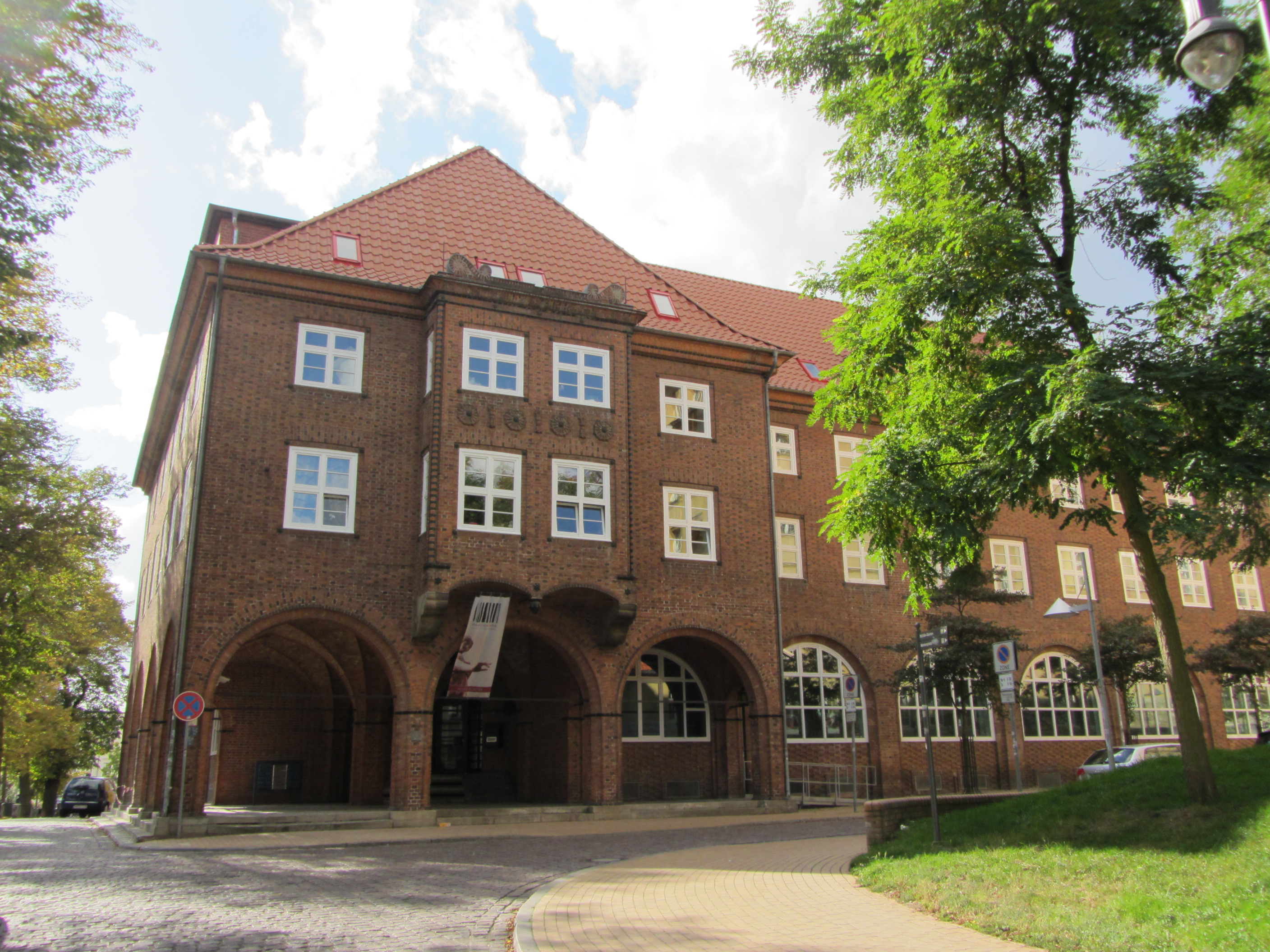
Bankgebäude Goethestraße Nr. 70/72, ehem. Reichsbank-Filiale

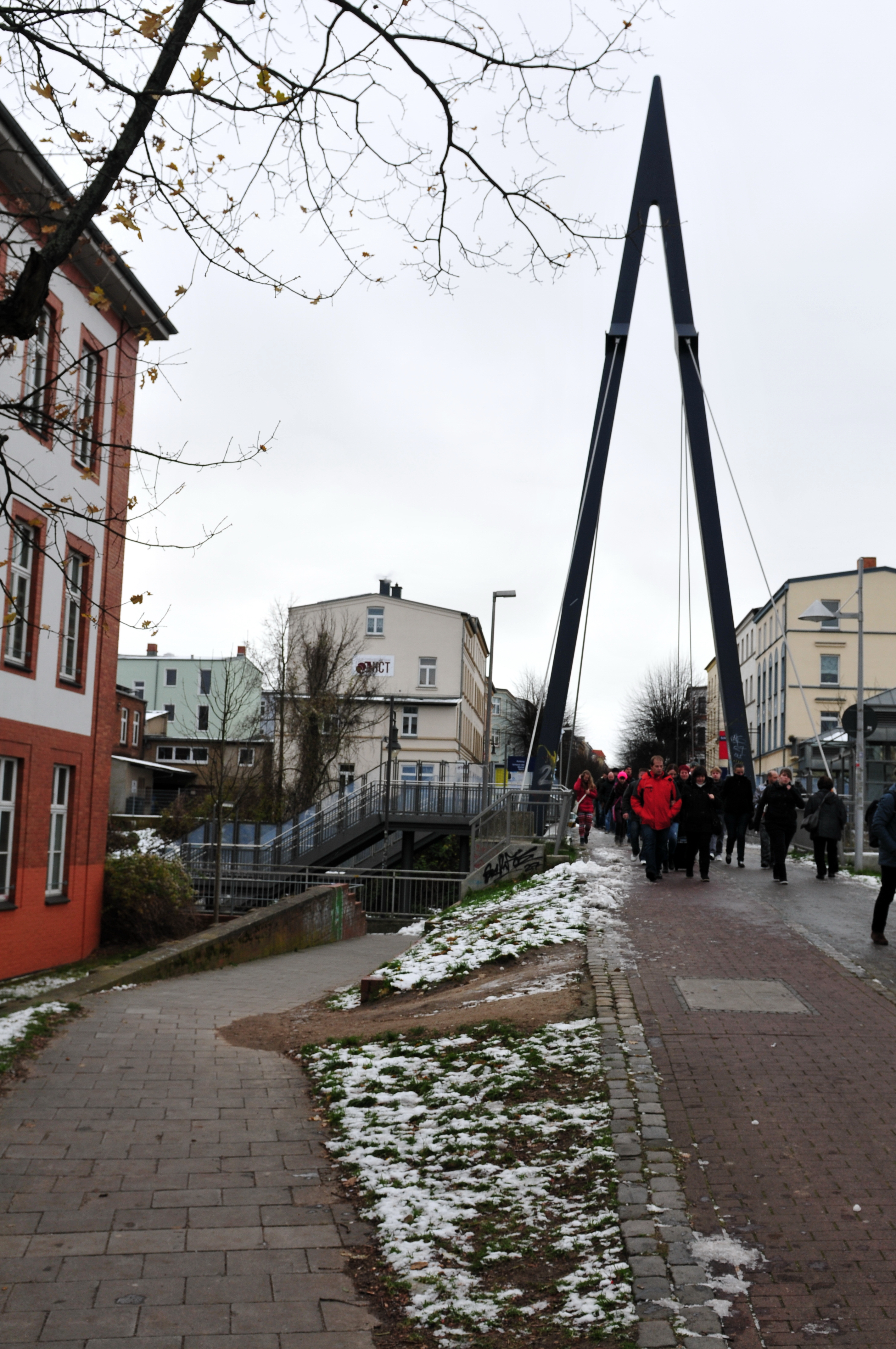
Blick zur Brücke über die Bahn

Nr. 11–19 Wohnanlage

Nachdem 1837 Großherzog Paul Friedrich den herzoglichen Hof von Ludwigslust nach Schwerin verlegt hatte, erweiterte sich die Stadt nach Plänen von Hofbaumeister Georg Adolf Demmler auch nach Süden und Westen; die Feldstadt erweiterte sich und wurde 1840/41 als Vorstadt in das Stadtgebiet einbezogen. Von 1864 bis 1870 errichtete das Militär ein Lazarett, das im Bereich Straßen Reiferbahn und der Lobedanzgang entstand.
Der Domfriedhof Schwerin befand sich von 1779 bis um 1863 nahe der Altstadt an der Straße und der Alte Friedhof in der heutigen Weststadt entstand. Das ehem. Lyzeum Schwerin entstand 1914 auf dem früheren Domfriedhof. Daraus wurde das Gymnasium Fridericianum Schwerin, kurz Fritz genannt.
Die Straße führt nicht nur nach Westen, sondern bei Nr. 11–19 um das Quartier des ehem. Lazaretts. 1949 gab es in dem Areal neben den Lazarettbauten nur fünf Häuser.
Nach der Wende wurde 1991 die Feldstadt in das Programm der Städtebauförderung aufgenommen und bis 2012 gründlich saniert. Ein Haltepunkt der Deutschen Bahn mit einer Pylonbrücke, Treppenanlagen und Aufzügen wurde 2002/03 errichtet und die Paulsstadt damit besser erreichbar.

### Verkehr
Verkehrlich wird die Straße an der Goethestraße durch die Straßenbahnlinien 1, 2 und 4 der Nahverkehr Schwerin GmbH (NVS) bis zur Karl-Marx-Straße tangiert. Am neuen Haltepunkt Schwerin Mitte der Bahn werden die Bahnstrecke Schwerin–Parchim, Bahnstrecke Hagenow Land–Schwerin und Bahnstrecke Ludwigslust–Wismar mit regionalen Zugverbindungen erreicht.

## Gebäude, Anlagen (Auswahl)

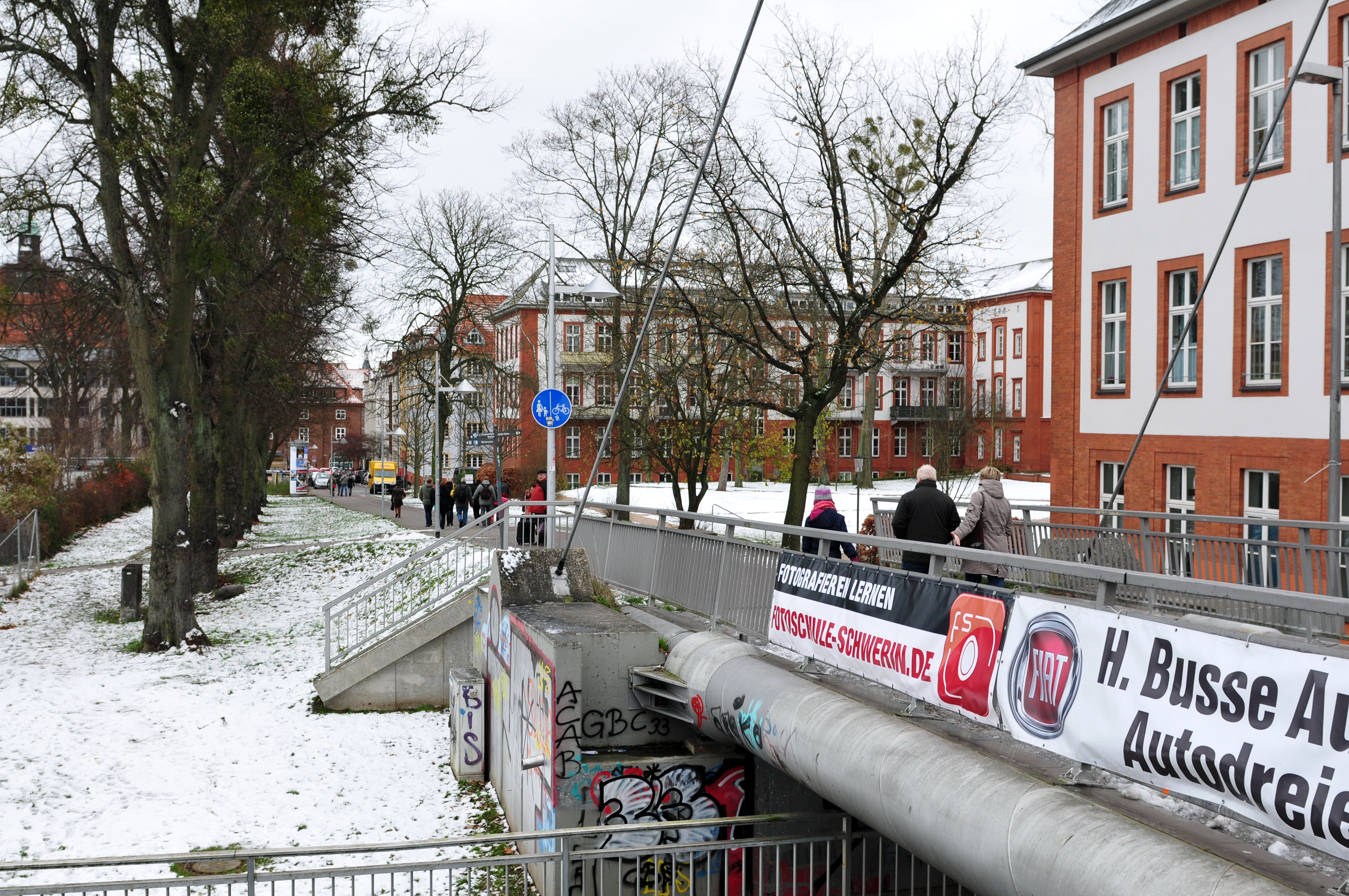
Nr. 11–19: Ostblick

An der Straße stehen zumeist drei- bis viergeschossige Gebäude. Die mit (D) gekennzeichneten Häuser stehen unter Denkmalschutz.
- Goethestraße Nr. 74 / Ecke Lobedanzgang: 3- bis 5-gesch. ehem. Lyzeum Schwerin von 1914 (D) mit Freiflächen auf dem ehem. Domfriedhof nach Plänen von Stadtbaumeister Hans Dewitz;[2] heute saniertes Gymnasium Fridericianum Schwerin mit einem neuen 4-gesch. Anbau von um 2000
- Goethestraße Nr. 70/72 / Ecke Lobedanzgang: 3-gesch. verklinkertes Bankgebäude Goethestraße von 1923 im Stil der 1920er Jahre (D) mit großen Arkaden als Reichsbankstelle Schwerin nach Plänen vom Reichsbank-Baubüro Berlin; heute Wohnhaus mit Filiale der Bundesbank
- Nr. 2: 4-gesch. verputztes Wohnhaus (D)
- Nr. 4: 4-gesch. verputztes Wohnhaus (D)
- Nr. 6 bis 14: 3- und 4-gesch. verputztes Wohnhäuser; Nr. 10 war früher der Sitz des Reichsfiskus
- Nr. 11 bis 19: 3-gesch. Wohnanlage Lobedanzgang in U-Form von 1870 (D) mit einem 4-gesch. kurzen Eingangsflügel, dem nördlichen gestalteten Innenhof, der südlichen Parkanlage, der ehem. Militärkapelle und der Toranlage an der Wallstraße. Das ehem. Militärlazarett wurde nach Plänen von Militärbaumeister Ludwig Wachenhusen gebaut; der Hof war um 1908 auch ein kleiner Exerzierplatz und der Exerzierschuppen diente auch als Kaserne einer Maschinengewehrgruppe des Grenadierregiments Nr. 89.[3]
- Rückseitiger Eingang zur oberen Ebene des 3-gesch. Schlosspark-Centers der ECE von 1998 am Marienplatz mit über 110 Läden und 18 Gastronomien auf 20.000 m² Verkaufsfläche
  - 3-gesch. Parkhaus Schloßparkcenter für 1.100 PKW-Stellplätze
- Reiferbahn Nr. 8: Sporthalle Reiferbahn; Spielstätte des SV Grün-Weiß Schwerin
- Nr. 16 bis 36: Zwölf 2-gesch. neuere Reihenhäuser
- Nr. 42 bis Wallstraße: 3- und 4-gesch. Wohnhäuser